# Stictotarsus
Stictotarsus är ett släkte av skalbaggar som beskrevs av Zimmermann 1917. Stictotarsus ingår i familjen dykare.

## Bildgalleri

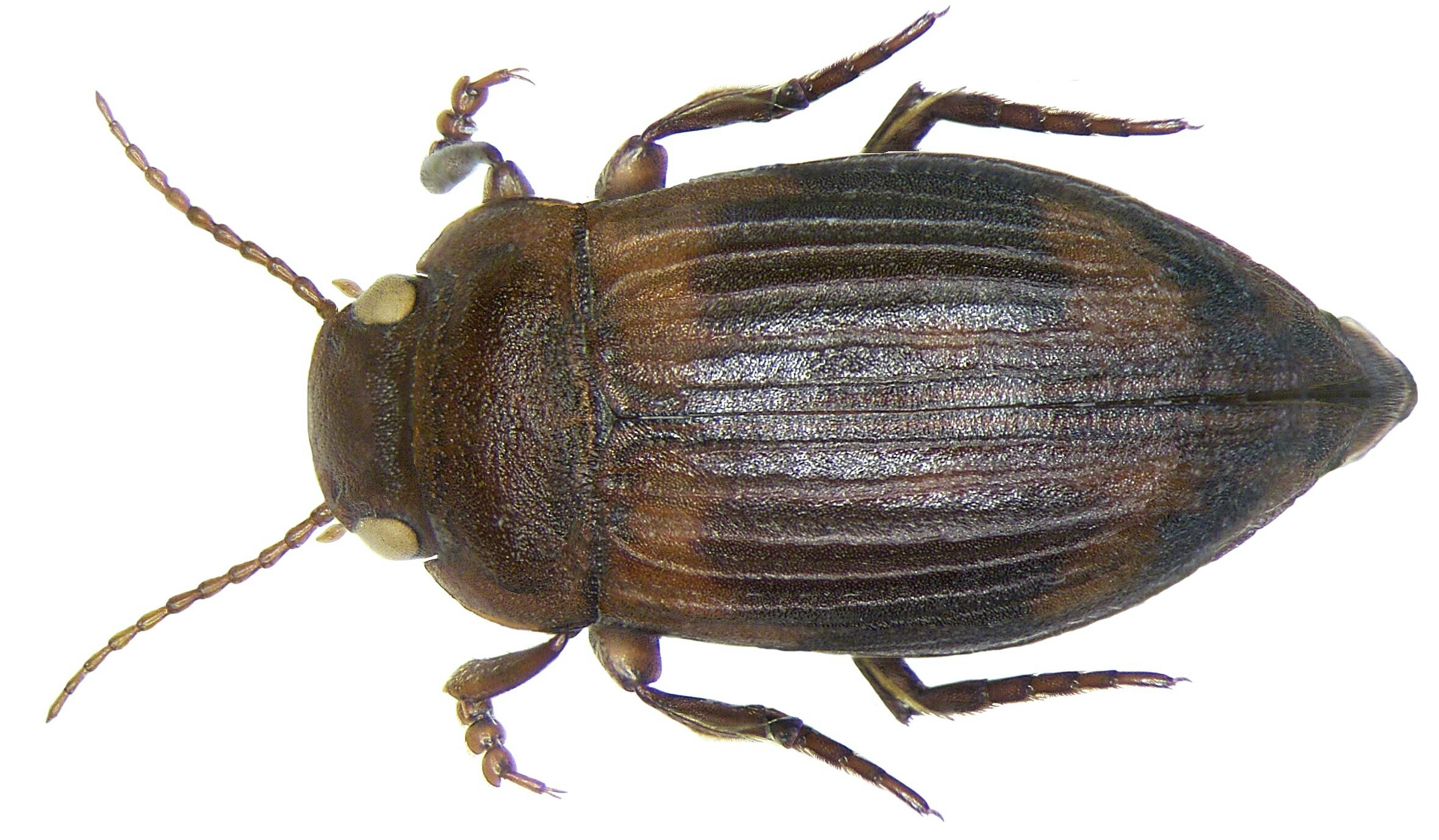
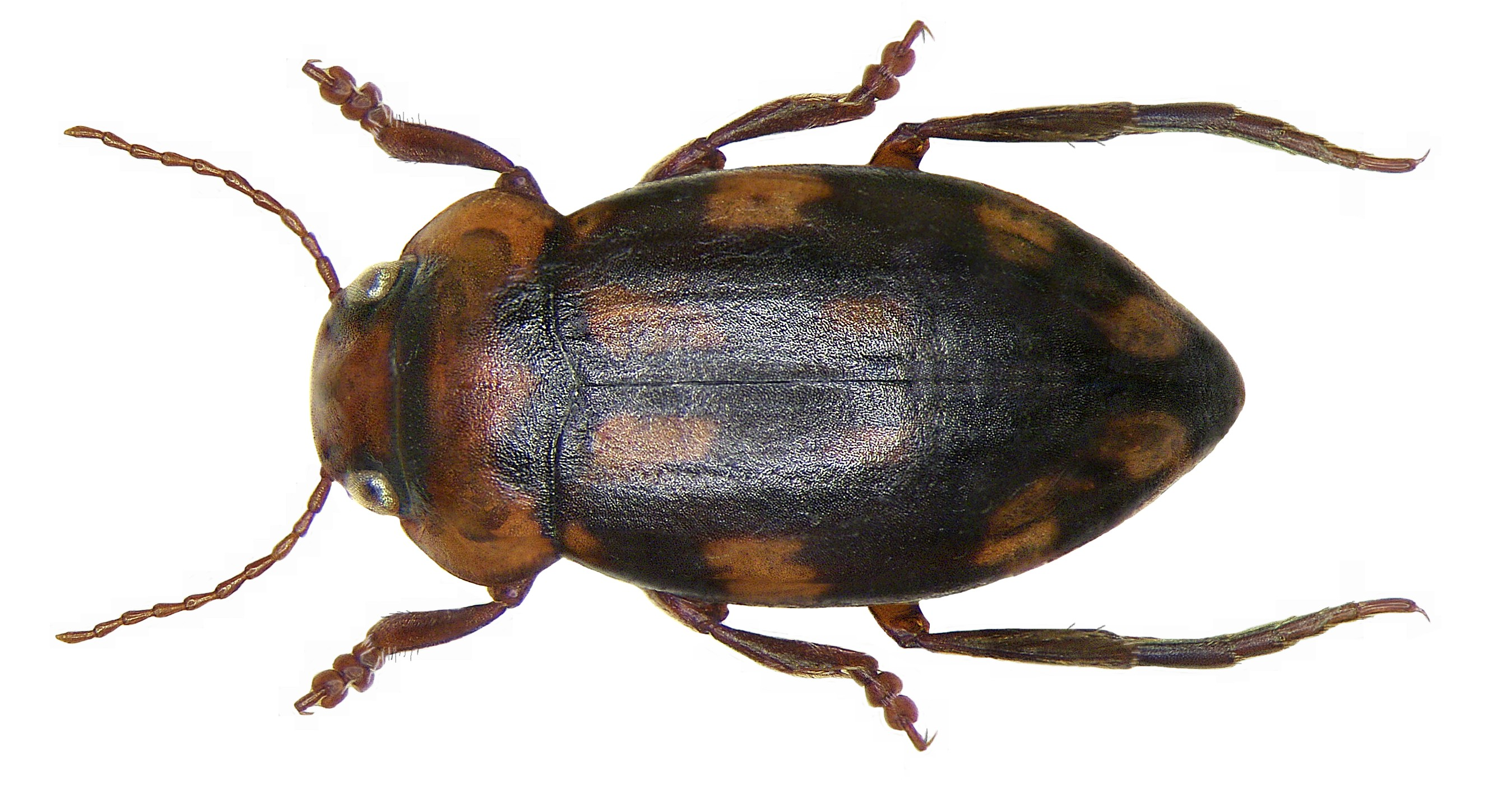
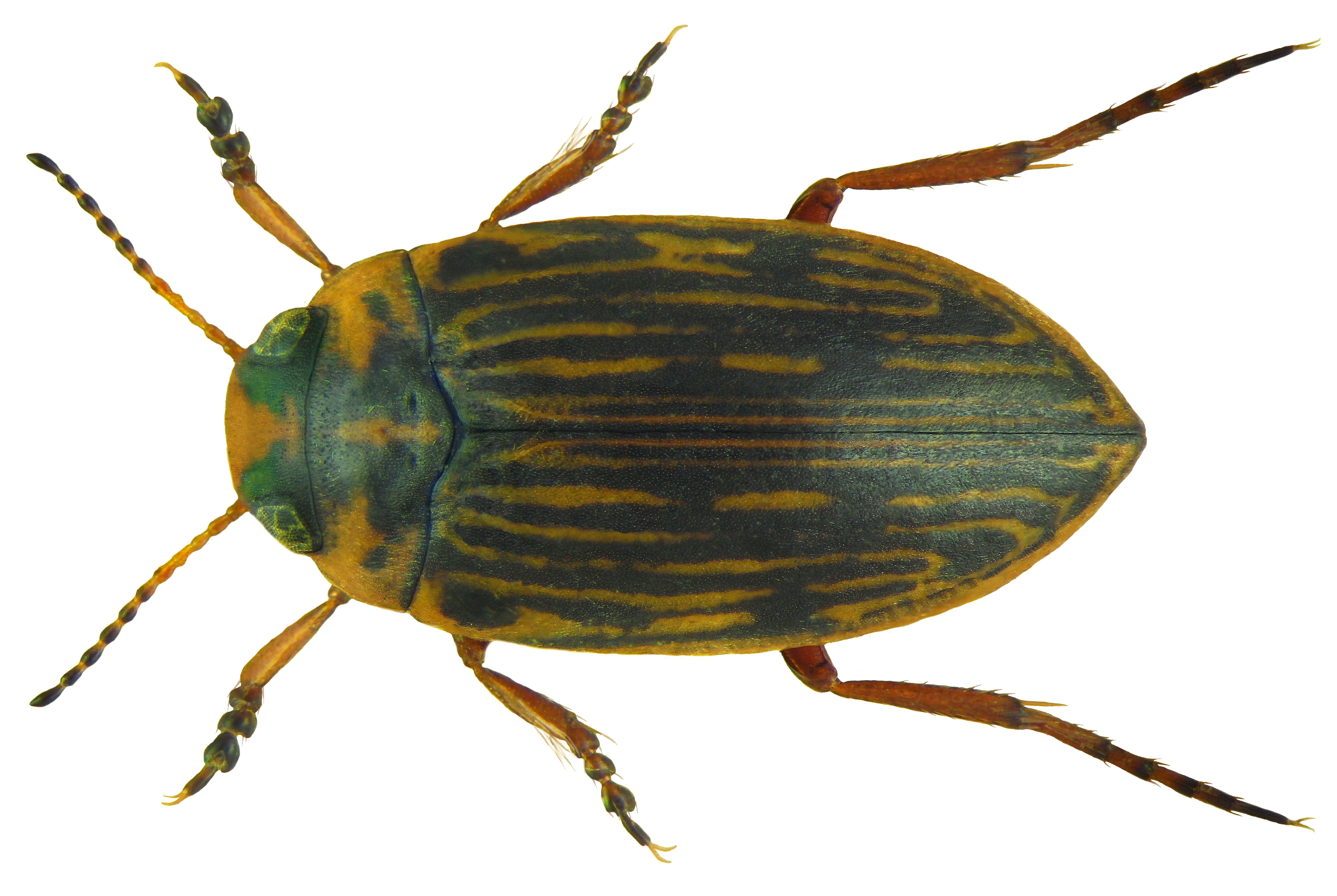

## Dottertaxa tillStictotarsus, i alfabetisk ordning[1][2]
- Stictotarsus aequinoctialis
- Stictotarsus alpestris
- Stictotarsus bertrandi
- Stictotarsus coelamboides
- Stictotarsus corvinus
- Stictotarsus decemsignatus
- Stictotarsus deceptus
- Stictotarsus dolerosus
- Stictotarsus duodecimpustulatus
- Stictotarsus emmerichi
- Stictotarsus eximius
- Stictotarsus expositus
- Stictotarsus falli
- Stictotarsus funereus
- Stictotarsus grammicus
- Stictotarsus griseostriatus
- Stictotarsus ibericus
- Stictotarsus inexpectatus
- Stictotarsus interjectus
- Stictotarsus macedonicus
- Stictotarsus maghrebinus
- Stictotarsus minax
- Stictotarsus minipi
- Stictotarsus multilineatus
- Stictotarsus neomexicanus
- Stictotarsus opaculus
- Stictotarsus panaminti
- Stictotarsus procerus
- Stictotarsus riberae
- Stictotarsus roffii
- Stictotarsus spectabilis
- Stictotarsus spenceri
- Stictotarsus striatellus
- Stictotarsus titulus